# Nanorrhinum woodii
Nanorrhinum woodii är en grobladsväxtart som först beskrevs av David A. Sutton, och fick sitt nu gällande namn av Ghebr.. Nanorrhinum woodii ingår i släktet Nanorrhinum och familjen grobladsväxter. Inga underarter finns listade i Catalogue of Life.